# Heliconius eleusinus
Heliconius eleusinus är en fjärilsart som beskrevs av Otto Staudinger 1885/88. Heliconius eleusinus ingår i släktet Heliconius och familjen praktfjärilar. Inga underarter finns listade i Catalogue of Life.